# Laury Thilleman
« Thilleman » redirige ici. Pour les articles homophones, voir Thielmann, Tillman, Tilman et Thylmann.
Laury Thilleman, née le 30 juillet 1991 à Brest, est une reine de beauté et animatrice de télévision française. Elle a été élue Miss Bretagne 2010, puis Miss France 2011.
Elle exerce sur France Télévisions et sur Téva.

## Biographie

### Enfance et formation
Laury Betty Thilleman est Brestoise, fille d'un ancien militaire et d'une mère agent territorial spécialisé des écoles maternelles. Elle a un frère et une sœur née le 18 juillet 2001.
Repérée par l'agence Elite à l'âge de 14 ans, elle est sélectionnée pour participer à la finale nationale, mais préfère abandonner le concours pour mieux se consacrer à son cursus scolaire au lycée Amiral-Ronarc'h à Brest où elle passe un bac ES (économique et social) spécialité anglais en 2009, obtenu avec la mention assez bien. Toutefois, cette expérience lui ouvre les portes du mannequinat et lui permet plus tard de financer ses études et notamment son bachelor en management à l'École supérieure de commerce Bretagne Brest. En parallèle, elle est hôtesse au club de football le Stade brestois 29 et passionnée de surf et de natation[source secondaire souhaitée].
Laury Thilleman sort diplômée de l'École supérieure de commerce Bretagne Brest en 2014 et suit ensuite une formation de deux ans en alternance avec Eurosport — qui finance cette formation — au Centre de formation et de perfectionnement des journalistes (CFPJ) lui permettant d'obtenir un diplôme de journalisme option télévisée en 2017.

### Concours de beauté
Elle est élue successivement Miss Bretagne Nord 2010 à Lamballe, puis Miss Bretagne 2010 à Pontivy.

### Miss France 2011

#### Élection
Laury Thilleman devient Miss France 2011 le 4 décembre 2010, au Zénith de Caen à 19 ans, succédant à Malika Ménard, Miss France 2010. Il s'agit de la première Miss Bretagne à avoir été élue Miss France depuis 49 ans.
Devant un jury, présidé par Alain Delon, et composé de Sandrine Quétier, Sophie Thalmann, Ingrid Chauvin, Pauline Delpech, Philippe Lelièvre et Grégoire, elle est élue par les votes du public et du jury avec plus de 35 % des votes des téléspectateurs.

#### Année de Miss France
Le 22 janvier 2011, en direct du Midem de Cannes, elle fait partie des remettants de prix à la 12e cérémonie des NRJ Music Awards, retransmise en direct sur TF1.
Durant l'été 2011, elle participe au jeu Fort Boyard sur France 2,. Elle a joué aux côtés des anciennes Miss France Nathalie Marquay, Alexandra Rosenfeld, Chloé Mortaud, Malika Ménard, et du journaliste et animateur Christophe Beaugrand en faveur du Mécénat Chirurgie Cardiaque.
Pendant son année de Miss France, elle a notamment voyagé au Brésil pour le concours de Miss Univers 2011, à l'Île Maurice, en Guadeloupe, à Tahiti, à Saint-Pierre-et-Miquelon, au Mexique, en France métropolitaine et outre-mer, notamment à La Réunion[pertinence contestée].

#### Concours Miss Univers 2011
Le 12 septembre 2011, elle représente la France au concours de Miss Univers à São Paulo (Brésil). Elle se classe dans le Top 10 (6e). De plus, le site Missosology spécialisé dans les concours de beauté lui a décerné le titre de Miss Fashionista 2011, récompensant la miss la mieux habillée de la compétition. En marge du concours, elle se classe également 3e dauphine de Miss Élégance Universe.
Par la suite, lors d'une interview téléphonique accordée au journal Première, il lui a été demandé notamment, ce qu'elle pensait de la gagnante du concours (Leila Lopes, Miss Angola), ce à quoi elle a répondu « C'est la seule jeune fille que je n'ai pas trop connue. On ne la voyait pas beaucoup, elle était très discrète. Elle était souvent en jeans et pas maquillée. On a toutes été surprises de sa victoire. Beaucoup de filles ont fait des efforts qui n'ont pas été récompensés. Je ne sais pas, il manque quelque chose dans son tempérament. Le fait que le concours se soit déroulé au Brésil a sûrement joué. » Ces propos ont été le sujet d'un article sur le blog du quotidien The Washington Post, qui a alors qualifié la Française de « mauvaise perdante ». Plusieurs miss de divers pays affirmeront que miss Angola était peu participative aux épreuves préliminaires.

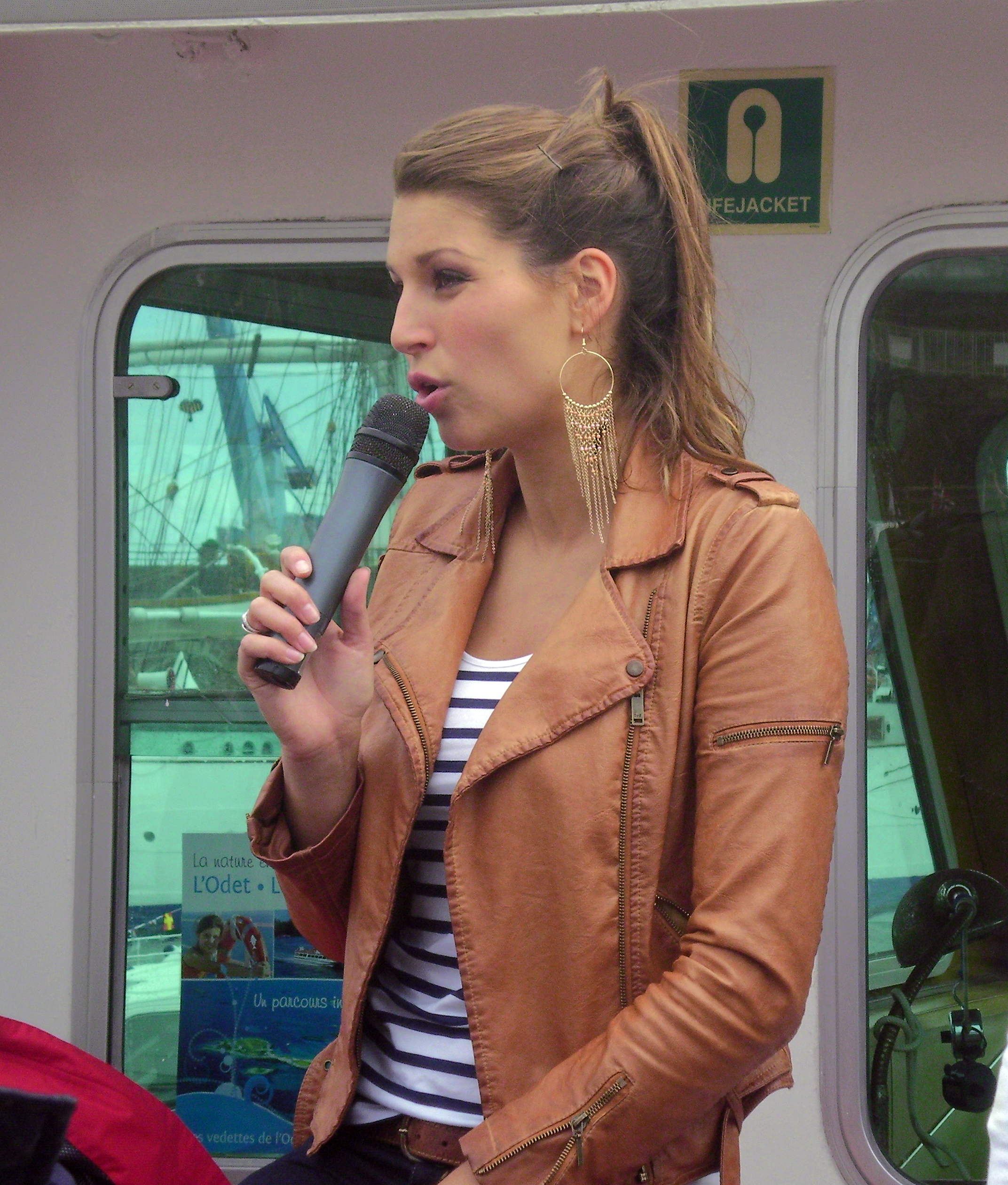
Laury Thilleman aux fêtes maritimes de Brest 2012.

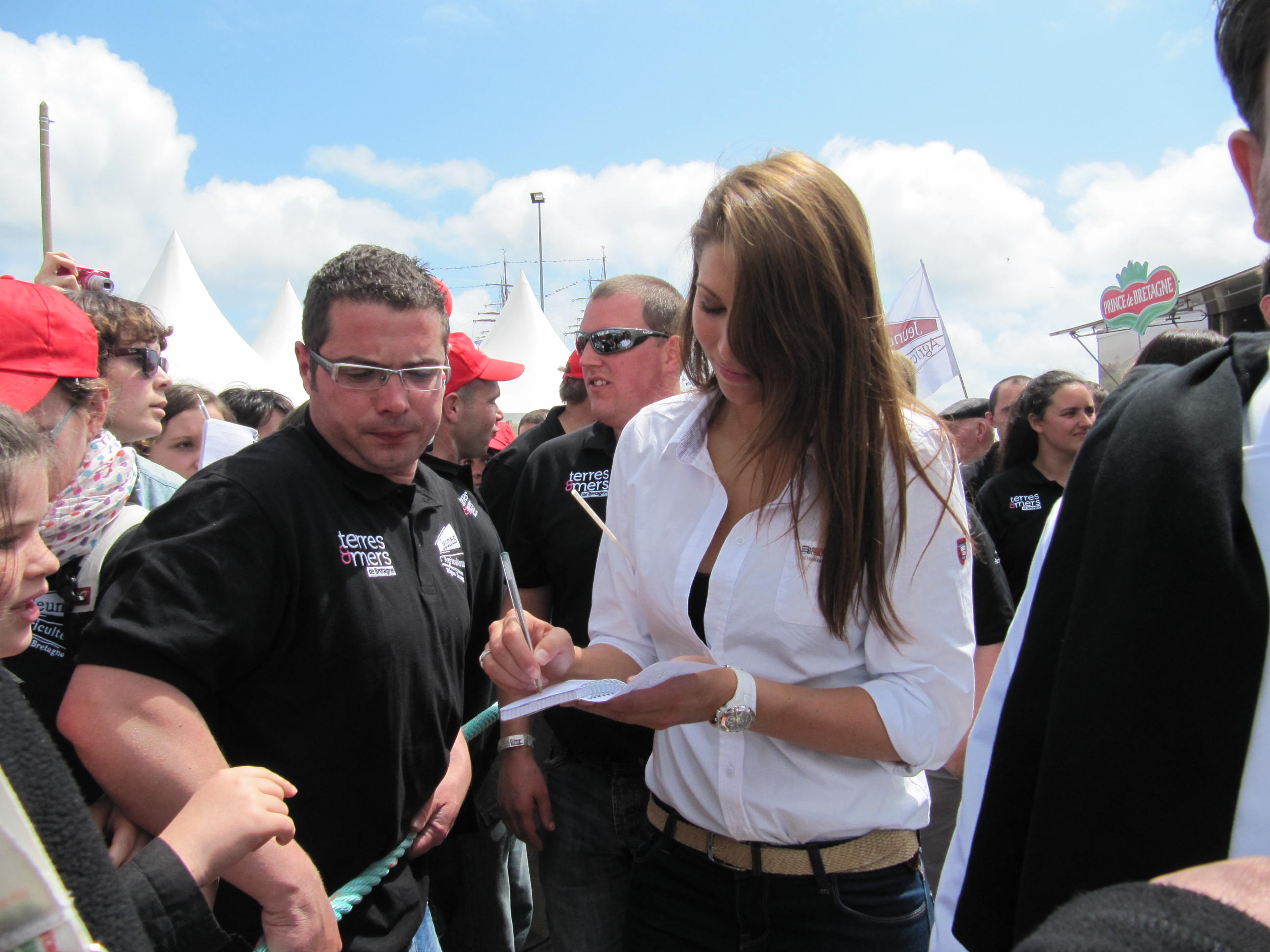
Laury avec les Jeunes agriculteurs de Bretagne à Brest 2012.

#### Remise de son titre
À Brest, le 3 décembre 2011, elle cède sa couronne à Delphine Wespiser, Miss Alsace élue Miss France 2012.

#### Polémiques
Près  d'un an après la fin de son règne et à la suite de la parution de photos dénudées dans Paris Match afin de faire la promotion de son livre durant l'hiver 2012, Laury Thilleman est suspendue temporairement de son titre de Miss France pendant 2 mois. Mais après que Laury a fait des excuses au comité Miss France, Sylvie Tellier annonce que le titre de Miss France 2011 lui était rendu, bien qu'aucune candidate de l'élection de Miss France 2011 ne l'ait remplacée durant ces 2 mois. Elle n'est pas invitée à l'élection de Miss France 2013, mais est présente dans le public de l'élection de Miss France 2014 au Zénith de Dijon aux côtés d'autres anciennes Miss France.

### Activités télévisuelles

#### Carrière à Eurosport
Peu de temps après la remise de son titre de Miss France, elle présente l'émission Eurosport Top 10 le 28 décembre 2011 à 20 h 15 sur Eurosport France, puis devient journaliste sportive lors des championnats de natation à Dunkerque, à partir du 23 mars 2012 sur Eurosport.
Le 10 mai 2013, elle reçoit le Prix « Jeune talent » des Lucarnes d'or décerné par le site internet En Pleine Lucarne et par Télé 2 semaines[réf. nécessaire].
En mai-juin 2015, elle tient une chronique people dans l’émission Double Dames, en direct de Roland-Garros.
À partir du 27 novembre 2016, elle anime le magazine Hors piste, le mag sur Eurosport 1. L'émission traite des disciplines alpines, nordiques et extrêmes. Laury est entourée de consultants : l'ex-patineuse Nathalie Péchalat, le vice-champion du monde de super-G Gauthier de Tessières et Xavier Bertoni, vainqueur en superpipe des X-Games en 2009.

#### Participante à des émissions

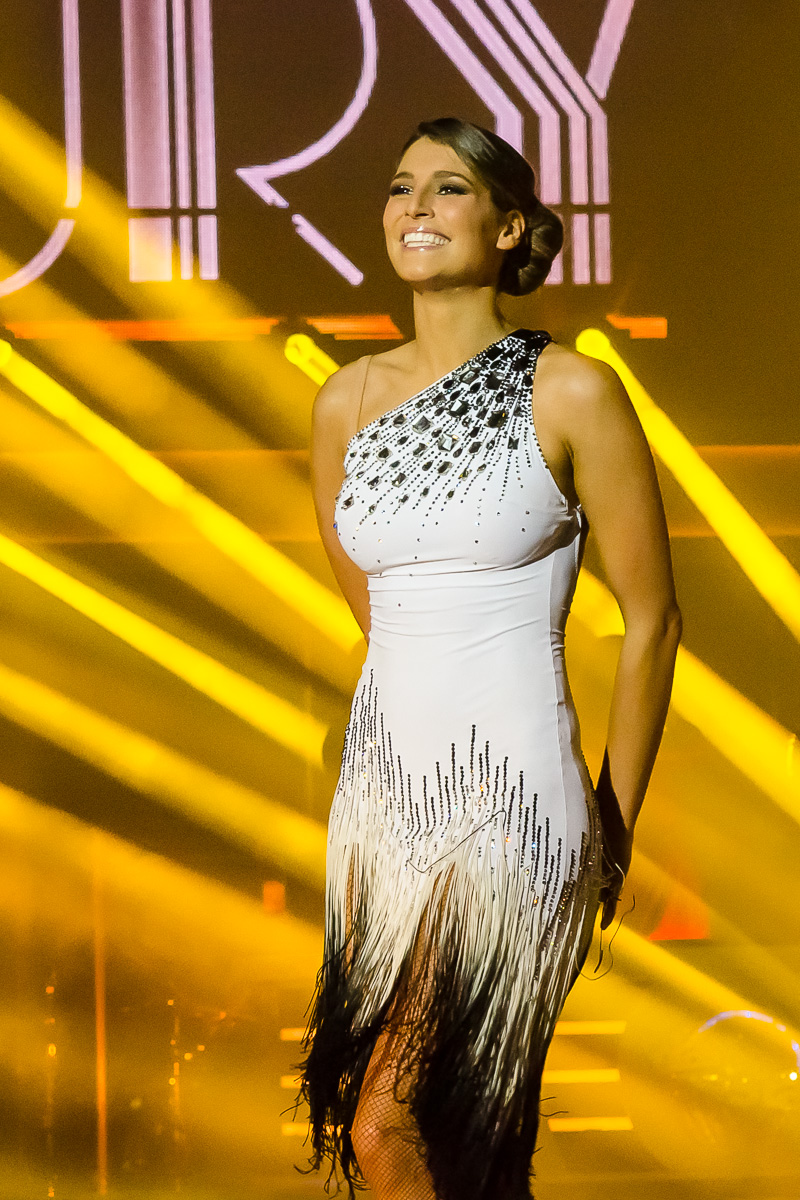
Laury Thilleman lors de la tournée Danse avec les stars à Lyon en 2014.

En 2012, elle participe à nouveau au jeu Fort Boyard pour une « Spéciale Halloween » aux côtés des anciennes Miss France Sylvie Tellier, Corinne Coman, Lætitia Bléger, de la Miss France en titre Delphine Wespiser, et de Christophe Beaugrand en faveur du Fonds international pour la protection des animaux (IFAW).
Le 8 février 2013, elle est candidate à l'émission de téléréalité Splash : le grand plongeon sur TF1. Elle atteint la finale du 22 février où elle est termine 4e.
À l'automne 2013, elle participe à la quatrième saison de l'émission Danse avec les stars sur TF1, aux côtés du danseur Maxime Dereymez, et termine septième de la compétition. À partir du 19 décembre 2013, elle fait partie de la tournée Danse avec les stars, d'abord à Paris-Bercy puis en janvier et février 2014 partout en France ainsi qu'à Bruxelles.
En 2015, elle participe à Stars sous hypnose présentée par Arthur sur TF1. En juin 2015, elle participe de nouveau à Fort Boyard. Elle joue aux côtés de Sylvie Tellier, la miss France en titre Camille Cerf, les anciennes Miss France Sylvie Tellier, Alexandra Rosenfeld, Rachel Legrain-Trapani et l'humoriste Jarry, en faveur de la Fondation AVEC qui lutte contre le cancer. Le 12 septembre 2015, elle participe au Grand concours des animateurs présenté par Carole Rousseau. Le 14 janvier 2016, elle participe au jeu L'Œuf ou la Poule ? présenté par Camille Combal en première partie de soirée sur D8[pertinence contestée].
Elle participe, en tant que coach, à l'émission Un village à la diète diffusée le 20 juillet 2018 sur TF1, aux côtés du chef étoilé Thierry Marx, du médecin nutritionniste Vanessa Rolland, et de l'entraîneur d'athlétisme Renaud Longuèvre. Le 15 décembre de la même année, elle est membre du jury (exclusivement féminin) de l'élection de Miss France 2019 se déroulant au Zénith de Lille et retransmise sur TF1.

#### Animatrice sur France Télévisions, Téva et RMC Découverte
Depuis 2017, elle anime sur France Télévisions des magazines et divertissements, notamment Le plein de sensations sur France 4, La Fête de la musique, Surprise sur prise) et des jeux (Seuls contre tous, La course des champions) sur France 2.
Depuis 2018, elle anime l'émission consacrée au bien-être Happy & Zen sur Téva. La même année elle anime Off Roads, les routes de l'extrême sur RMC Découverte.
À partir de 2020, elle anime en première partie de soirée sur France 3 le divertissement Allez viens, je t'emmène... consacrée aux variétés des années 1960 à 2010 et produit par Daniela Lumbroso. Depuis, elle anime La Fête de la chanson... sur France 2 avec André Manoukian.
Le 26 novembre 2023, en direct de Nice et sur France 2, elle coanime le concours Eurovision de la chanson junior 2023 avec Olivier Minne et Ophenya. Le même mois, elle participe à l'émission Les super-pouvoirs de l'océan — diffusée en prime-time sur France 2 — qui permet de collecter 1,2 million d'euros au profit de la préservation des océans.
Le 31 décembre 2023, elle coanime La Grande Soirée du 31 de Paris, sur France 2, avec plusieurs animatrices et animateurs de la chaîne.
Le 9 août 2024, on apprend qu'elle remplacera Raphaël de Casabianca en tant qu'animatrice de l'émission Rendez-vous en terre inconnue après le départ de ce dernier.

### Sport automobile
Marraine du Trophée Andros 2015, elle participe à 3 courses réservées aux personnalités invitées au volant des Andros Car Électrique (Isola 2000 - Val Thorens - Super Besse).

### Ouvrages
Le 14 juin 2012, Thilleman sort un ouvrage intitulé Le métier de paraître (aux éditions Dialogues), retraçant son parcours en tant que Miss France 2011, puis participe au festival des « Étonnants Voyageurs 2012 » de Saint-Malo.
Le 16 mai 2018, elle sort un livre intitulé Au TOP (Tonic - Organic - Positive) qui inclut des conseils pour mieux bouger, mieux manger et améliorer son état d'esprit dans une quête du mieux être.

## Vie privée
À partir de décembre 2015, elle est en couple avec le chef cuisinier Juan Arbeláez. Ils se marient le 21 décembre 2019 à Brest. Le 17 mai 2022, le couple annonce sa séparation.

## Synthèse des émissions

### Animatrice
- 2011 : Eurosport Top 10 sur  Eurosport
- 2012 : Championnats de natation à Dunkerque sur Eurosport
- 2013 : Touche pas à mon poste ! sur D8 : chroniqueuse
- 2014 : Party On sur E!
- 2015-2016 : Double Dames sur Eurosport
- 2015-2016 : Demain je m'y mets sur Eurosport
- 2016-2017 : Hors piste, le mag sur Eurosport avec Nathalie Péchalat
- 2017 : Le Plein de sensations sur France 4 avec  Sinclair et Laurent Maistret
- 2017-2018 : Une fois pour toutes - Rire contre le sexisme sur France 4
- 2018 : Seul contre tous sur France 2 avec Nagui
- 2018-2024 : La Fête de la musique sur France 2 avec Garou
- 2018 : Un village à la diète sur TF1
- 2018 : Off roads, les routes de l’extrême sur RMC Découverte
- 2018-2021: Happy & Zen sur Téva
- 2019-2020 : La Course des champions sur France 2 avec Olivier Minne, Teddy Riner et Sandy Héribert
- 2020-2022 : Allez viens, je t'emmène... sur France 3 : animatrice
- 2020-2021 : Surprise sur prise sur France 2 : coanimation avec Donel Jack'sman et Tom Villa
- Depuis 2021 : La Fête de la chanson française sur France 2 : coanimation avec André Manoukian
- 2021 et 2024 : La Fête de la chanson à l'orientale sur France 2 puis France 3, avec André Manoukian
- 2021-2023 : Les Victoires de la musique sur France 2 : coanimation avec Stéphane Bern puis Olivier Minne, puis seule
- 2021 : Tous en Martinique sur France 3 : coanimation avec Claudy Siar
- 2023 : La Fête de la chanson d'amour sur France 2 : coanimation avec André Manoukian
- 2023 : Paris 2024, le concert événement sur France 2 : coanimation avec Laurent Luyat et Tony Estanguet
- 2023 : Concours Eurovision de la chanson junior sur France 2 : coanimation avec Olivier Minne et Ophenya
- 2023 : La Grande Soirée du 31 de Paris sur France 2 : coanimation avec Stéphane Bern
- 2024 : Le Grand Concert des régions sur France 3 : coanimation avec Laurent Luyat
- 2024 : Marseille accueille la flamme olympique, la grande soirée sur France 2 : coanimation avec Laurent Luyat et Mohamed Bouhafsi
- 2024 : Paris accueille la flamme olympique : la grande soirée sur France 2 : coanimation avec Laurent Luyat  et Mohamed Bouhafsi
- 2025 : Sur la route du Tour sur France 2
- Depuis 2025 : Rendez-vous en terre inconnue sur France 2

### Participante / candidate
- 2011 : Mot de passe sur France 2
- 2011, 2012 et 2015 : Fort Boyard sur France 2
- 2013 : N'oubliez pas les paroles ! sur France 2
- 2013 : Splash, le grand plongeon sur TF1
- 2013 : Danse avec les stars sur TF1
- 2013 : Tout le monde aime la France sur TF1
- 2015 : Le Grand Concours des animateurs sur TF1
- 2016 : L'Œuf ou la Poule ? sur D8 : participante
- 2019 : Boyard Land sur France 2
- 2023 : Les Super-pouvoirs de l'océan sur France 2 : reporter
- 2024 : Aux Jeux Streamers ! sur France.tv Slash
- 2025 : Mieux dans ma tête - Parlons santé mentale sur France 2 : reporter

## Filmographie
- 2014 : Alice Nevers, le juge est une femme (saison 12, épisode 9 : Raison d'état) : Louise Chevalier
- 2016 : Camping Paradis (saison 7, épisode 5 : Les vacances du camping) : Emma Paoli

## Engagements
- Depuis 2015 - elle participe à La Nuit de l'Eau en faveur de l'UNICEF.
- En 2015 - Participe à Fort Boyard pour la Fondation AVEC qui lutte contre le cancer.
- Depuis 2012 - Récolte des fonds pour Mécénat Chirurgie Cardiaque. (Fort Boyard, Qui veut gagner des millions ?, etc.)
- Elle est nommée ambassadrice de l'UNICEF France en septembre 2019 à son retour d'une mission au Kenya [19].
- Depuis 2021, elle est ambassadrice de la campagne de mobilisation nationale contre la maladie d'Alzheimer de la Fondation pour la Recherche Médicale (FRM)[20],[21]. Personnellement touchée via sa grand-mère qui en est atteinte, elle s'engage pour collecter des dons destinés à soutenir des projets de recherche[22] sur cette maladie neurodégénérative qui touche 900 000 personnes en France[23].

## Parcours
- Miss Bretagne Nord 2010, élue le 12 octobre 2010 à Lamballe.
- Miss Bretagne 2010, élue le 26 octobre 2010 à Pontivy.
- Miss France 2011, élue le 4 décembre 2010 à Caen.
- 5e dauphine de Miss Univers 2011, élue le 12 septembre 2011 à São Paulo, Brésil.